# Chariton County
Das Chariton County ist ein County im US-amerikanischen Bundesstaat Missouri. Im Jahr 2020 hatte das County 7408 Einwohner und eine Bevölkerungsdichte von 3,8 Einwohnern pro Quadratkilometer. Der Verwaltungssitz (County Seat) ist Keytesville, das nach James Keyte, dem Gründer der Stadt, benannt wurde.

## Geografie
Das County liegt nordwestlich des geografischen Zentrums von Missouri am Nordufer des Missouri River. Es hat eine Fläche von 1990 Quadratkilometern, wovon 32 Quadratkilometer Wasserfläche sind. An das Chariton County grenzen folgende Nachbarcountys:
| Livingston County | Linn County | Macon County    |
| Carroll County    |             | Randolph County |
| Saline County     |             | Howard County   |

### Schutzgebiete

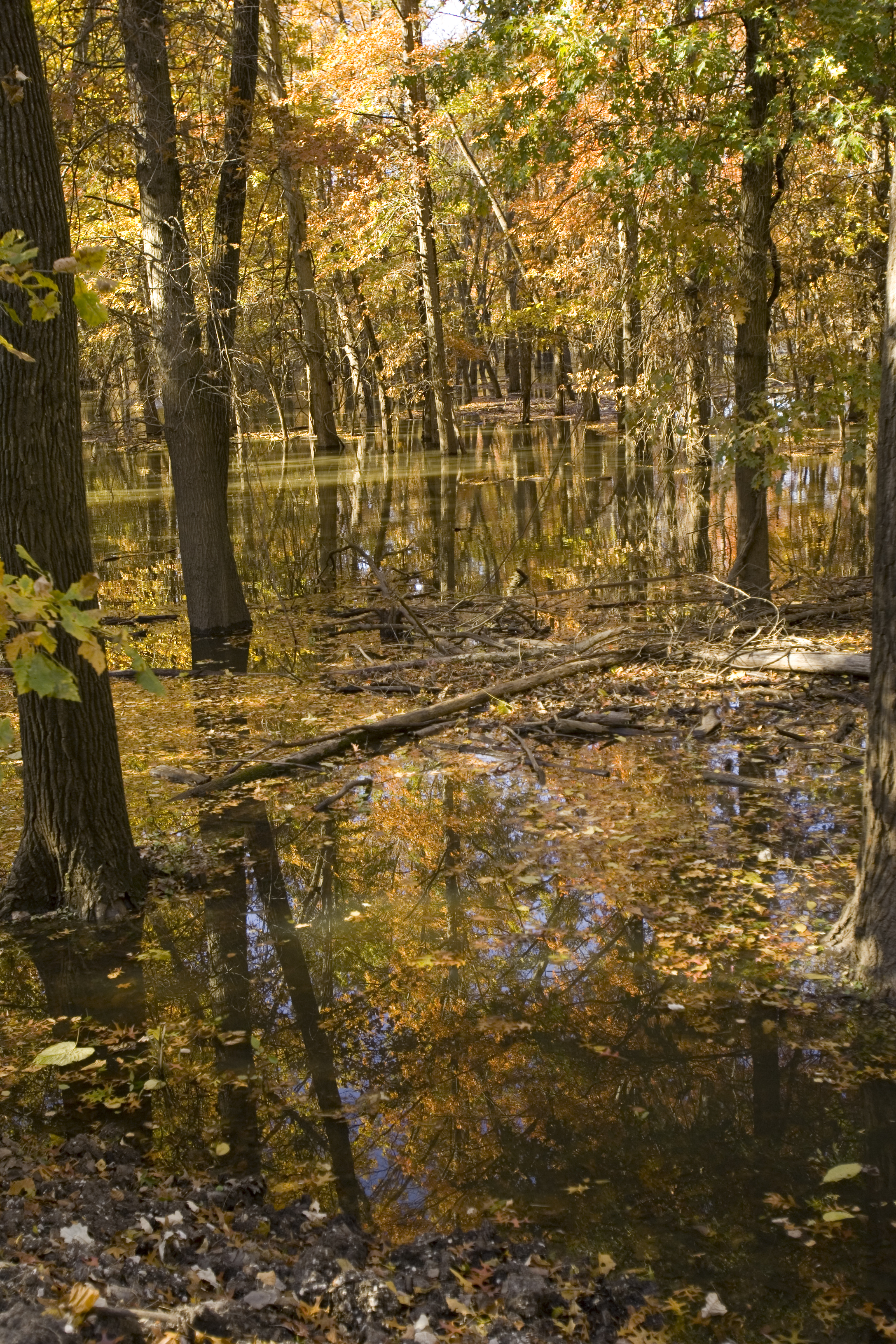
Das Swan Lake National Wildlife Refuge

Im Nordwesten des Chariton des Chariton County befindet sich das Swan Lake National Wildlife Refuge, ein als National Wildlife Refuge eingestuftes Naturschutzgebiet.

## Geschichte
Chariton County wurde am 16. November 1820 aus Teilen des Howard Countys gebildet. Benannt wurde es nach dem Chariton River.

## Demografische Daten
Nach der Volkszählung im Jahr 2010 lebten im Chariton County 7831 Menschen in 3145 Haushalten. Die Bevölkerungsdichte betrug 4 Einwohner pro Quadratkilometer. In den 3145 Haushalten lebten statistisch je 2,39 Personen.
Ethnisch betrachtet setzte sich die Bevölkerung zusammen aus 96,5 Prozent Weißen, 2,2 Prozent Afroamerikanern, 0,3 Prozent amerikanischen Ureinwohnern, 0,1 Prozent Asiaten sowie aus anderen ethnischen Gruppen; 0,9 Prozent stammten von zwei oder mehr Ethnien ab. Unabhängig von der ethnischen Zugehörigkeit waren 0,6 Prozent der Bevölkerung spanischer oder lateinamerikanischer Abstammung.
22,3 Prozent der Bevölkerung waren unter 18 Jahre alt, 56,1 Prozent waren zwischen 18 und 64 und 21,6 Prozent waren 65 Jahre oder älter. 50,8 Prozent der Bevölkerung war weiblich.

Das jährliche Durchschnittseinkommen eines Haushalts lag bei 41.558 USD. Das Pro-Kopf-Einkommen betrug 19.978 USD. 14,3 Prozent der Einwohner lebten unterhalb der Armutsgrenze.

## Ortschaften im Chariton County
Citys
| - Brunswick - Keytesville - Glasgow1 - Marceline2 | - Mendon - Salisbury - Sumner - Triplett |

Villages
- Dalton
- Rothville

Unincorporated Communities
| - Aholt - Bynumville - Cazzell - Cunningham - Eccles - Forest Green - Hamden | - Indian Grove - Lagonda - Lewis Mill - Mike - Musselfork - Newhall - Oil City | - Prairie Hill - Rockford - Shannondale - Snyder - Westville - Whitham - Wien |

1 – teilweise im Howard County

2 – teilweise im Linn County

## Gliederung
Das Chariton County ist in 15 Townships eingeteilt:
| Township               | Einwohner (2010) | FIPS     |
| ---------------------- | ---------------- | -------- |
| Bee Branch Township    | 302              | 29-03952 |
| Bowling Green Township | 109              | 29-07624 |
| Brunswick Township     | 1383             | 29-09064 |
| Chariton Township      | 246              | 29-13204 |
| Clark Township         | 456              | 29-14014 |
| Cockrell Township      | 174              | 29-15238 |
| Cunningham Township    | 217              | 29-17776 |
| Keytesville Township   | 918              | 29-38504 |

| Township              | Einwohner (2010) | FIPS     |
| --------------------- | ---------------- | -------- |
| Mendon Township       | 308              | 29-47306 |
| Musselfork Township   | 344              | 29-50924 |
| Salisbury Township    | 2504             | 29-65468 |
| Salt Creek Township   | 181              | 29-65486 |
| Triplett Township     | 163              | 29-73888 |
| Wayland Township      | 157              | 29-77902 |
| Yellow Creek Township | 369              | 29-81286 |
|                       |                  |          |